# Raya Gogo
Raya Gogo is een bestuurslaag in het regentschap Pidie van de provincie Atjeh, Indonesië. Raya Gogo telt 346 inwoners (volkstelling 2010).